# Duca di Polignac

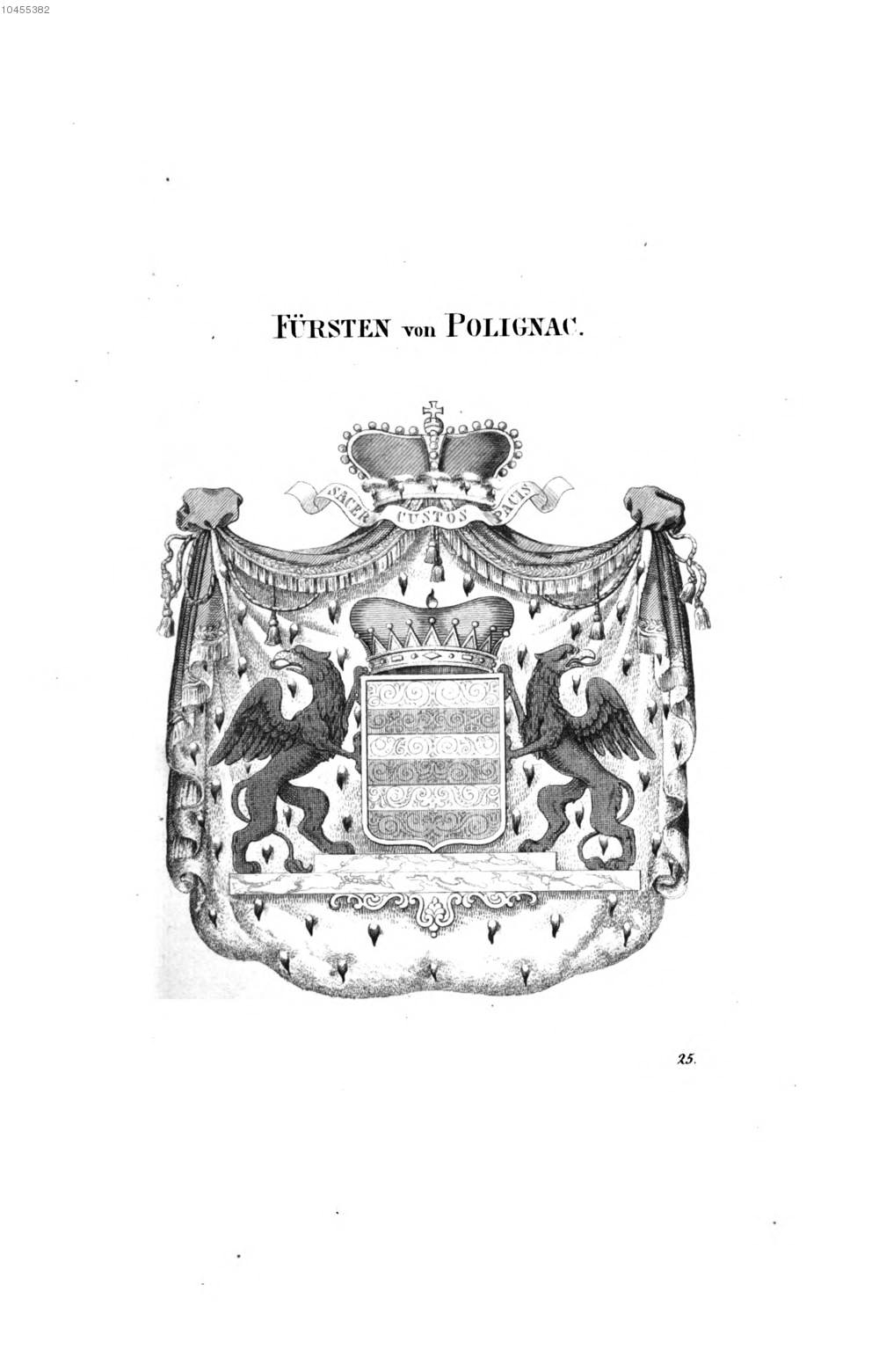
Stemma dei Duchi di Polignac

Il titolo di Duca di Polignac (francese: Duc de Polignac) è un titolo nobiliare francese. 
Il titolo fu in origine creato nel 1780 con brevet, il che significava che non era ereditario. Fu reso ereditabile nel 1783 secondo la primogenitura maschile. Nel 1817 il detentore ha fatto un pari di Francia. 
Il terzo duca, Jules, un figlio minore del primo duca, fu creato (prima della sua successione al ducato) principe dello Stato Pontificio nel 1820, autorizzato a fregiarsi del titolo in Francia nel 1822, e ottenuto lo stesso titolo nel Regno di Baviera nel 1838, che si estese ai suoi discendenti in linea maschile. Quindi, i discendenti di Jules si fregiano del titolo di Principe o Principessa de Polignac, mentre i membri della famiglia che discendono soltanto dal primo duca utilizzano il titolo di Comte o Mademoiselle de Polignac. 
La moglie del primo duca fu la famosa Yolande de Polastron. Il matematico Principe Alphonse de Polignac, il soldato Principe Camille de Polignac ed il compositore Principe Edmond de Polignac furono i figli più giovani del terzo duca. La moglie del Princip Edmond de Polignac, fu l'ereditiera americana Winnaretta Singer. Il Comte Pierre de Polignac, un bis-bisnipote del primo duca, sposò la Principessa Charlotte, Duchessa di Valentinois e fu il padre di Ranieri III, Principe di Monaco.

## Duchi di Polignac
- Armand XXIII Jules François de Polignac I duca de Polignac (1746-1817).
- Armand XXIV Jules Marie Héraclius de Polignac II duca de Polignac (1771-1847), figlio del precedente.
- Auguste Jules Armand Marie de Polignac III duca de Polignac (1780-1847), fratello del precedente
- Jules Armand XXV Jean Melchior de Polignac IV duca de Polignac (1817-1890), figlio del precedente.
- Armand XXVI Héracle Marie de Polignac V duca de Polignac (1843-1917), figlio del precedente.
- Armand XXVII Henri Jules Marie de Polignac VI duca de Polignac (1872-1961), figlio del precedente.
- Jean Héracle Armand XXVIII François Emmanuel Marie Joseph de Polignac VII duca de Polignac (1914-1999), figlio del precedente.
- Charles Armand XXIX Emmanuel Marie Joseph Jules de Polignac VIII duca de Polignac (°1946), figlio del precedente.